# Holger Ohlin
Per Holger Ohlin, född 8 augusti 1896 i Gråmanstorps församling i dåvarande Kristianstads län, död 17 augusti 1962 i Stockholm, var en svensk ekonom och jurist. 
Han var far till nationalekonomen Göran Ohlin och farfar till Jan Ohlin och regissören Lisa Ohlin.
Holger Ohlin blev juris kandidat 1917, diplomerad från Handelshögskolan i Stockholm (DHS) 1919, advokat i Stockholm 1920, bedrev bankstudier i London och Paris 1921, gjorde tingstjänstgöring 1921–1923, var advokat i Eslöv 1924 och kamrer vid AB Skånebryggerier 1925–1927. Han anställdes sedan hos L.M. Ericsson, där han började som ekonomichef 1928, blev direktör 1931 och vice verkställande direktör 1954.
Han var ordförande för Sveriges ekonomförening 1933–1937, ledamot av Statens priskontrollnämnd 1944–1949, 1954 års priskontrollutredning, sakkunnig i avdragsrätt för utländska skatter 1950, styrelseledamot i AB Vin & Sprit-centralen från 1951 och Stockholms hamnstyrelse 1953–1954.
Holger Ohlin, vars föräldrar var landsfiskalen Elis Ohlin och Ingeborg Sandberg och bror var Bertil Ohlin, gifte sig 1924 med norskan Johanne Cathrine "Ba" Schwartz Backer (1897–1975), dotter till höiesteretsdommer M.C. Backer och Gisken Wang.